# Subalternoffizier
Subalternoffizier war ursprünglich, d. h. während des 17. Jahrhunderts, ein aus dem Französischen abgeleitetes Wort, das einen nachgeordneten Offizier, meist unterhalb der Ebene des Kompaniechefs ohne eigene Befehls- und Strafgewalt bezeichnete (abgeleitet vom Lateinischen „sub alter“, unter einem anderen). Das Wort, das nach dem Dreißigjährigen Krieg allmählich in die deutsche militärische Sprache übernommen wurde, bezeichnete keinen offiziellen Rang oder Titel, sondern wies nur auf den Unterschied zu den Stabsoffizieren (französisch auch „officiers supérieurs“), der Generalität oder den Verwaltungsoffizieren hin.

## Historische Entwicklung des Begriffs
Das Wort galt zunächst nur für den „Leutnant“, den Stellvertreter des Kompaniechefs sowie den Fähnrich, den Träger der Kompaniefahne (so bei der Infanterie, bei der Kavallerie hieß der entsprechende Rang „Cornet“ oder „Kornett“), die Mitte des 17. Jahrhunderts außer dem Kompanieführer die einzigen Offiziere in einer Kompanie waren. Mit der allmählichen Abschaffung der Kompaniefahne verlor der Fähnrich immer mehr seine ursprüngliche Bedeutung und damit auch seinen Rang als Offizier (in Preußen endgültig 1807). Nach 1800 behielt der Fähnrich zunächst nur noch im britischen und russischen Heer seinen Offiziersrang, in den meisten anderen Armeen ist er seitdem ein Offiziersanwärter im Unteroffiziersrang. Die Anzahl der Offiziere in einer Kompanie erhöhte sich bei den meisten Armeen erst im Verlauf des 18. und 19. Jahrhunderts allmählich.
In zahlreichen Armeen nahm der (offizielle) Kompaniechef eine Zwischenstellung zwischen den höherrangigen Stabsoffizieren und den nachgeordneten Subalternoffizieren ein. In Armeen, die eine Kompaniewirtschaft besaßen, wurde häufig auch der „Stabskapitän“ oder „Stabshauptmann“, der die Kompanie an Stelle eines hochrangigen – oft nur nominellen – Kompaniechefs tatsächlich leitete, zu den Subalternoffizieren gerechnet. Der Rang „Stabshauptmann“ entsprach also einem „Stabskapitän“, sie waren beide die faktischen Chefs einer Kompanie, die zusätzlich noch einen (nominellen) Kompaniechef besaß. Die unterschiedliche Bezeichnung erklärt sich aus den abweichenden Namenskonventionen unterschiedlicher Armeen. Die Beförderung vom Stabshauptmann zum Hauptmann konnte erst dann erfolgen, wenn der Offizier (tatsächlicher) Kompaniechef wurde. Der Rang kann daher nicht mit dem heutigen Rang „Stabshauptmann“ bei der Bundeswehr gleichgesetzt werden. Allerdings wurde dies nicht in allen Heeren und auch nicht zu allen Zeiten einheitlich gehandhabt. Seit der Abschaffung der Kompaniewirtschaft (um 1800) wurden in den meisten deutschsprachigen Heeren auch die Hauptleute zu den Subalternoffizieren gezählt.

## Verwendung des Begriffs in der Neuzeit

### Deutschland
In älteren deutschen Heeren wurden zu den Subalternoffizieren gezählt
- Unterleutnant, Secondelieutenant, Leutnant
- Oberleutnant, Premierlieutenant
- Stabskapitän (Stabshauptmann), Kapitänleutnant

aber auch
- Hauptmann, Rittmeister, Capitain

Im Heer des Kaiserreiches wurden die Dienstgradgruppe Subalternoffiziere zwischen der Dienstgradgruppe der Unteroffiziere und der Dienstgradgruppe der Stabsoffiziere mit den Dienstgraden Feldwebelleutnant, Leutnant und Oberleutnant als Subalternoffiziere bezeichnet. Das galt analog auch für die Kaiserliche Marine.
In der Bundeswehr wird der Begriff offiziell nicht verwandt.

### Schweiz
Als Subalternoffizier bezeichnet man in der Schweizer Armee Offiziere der Dienstgrade Leutnant und Oberleutnant.
Subalternoffiziere werden meist als Zugführer oder Spezialisten eingesetzt. Als Spezialistenfunktionen seien insbesondere Artillerie-Schießkommandanten oder Detachementsführer der Fallschirmaufklärer genannt. In beiden Spezialistenfunktionen führen diese Offiziere nur kleine Einheiten von ca. 3–5 Soldaten.